# Джан Зарков
Джан Зарков е български щангист.

## Биография
Възпитаник на Спортното училище „майор Атанас Узунов“ в Русе, Джан Зарков се състезава за местния Тежкоатлетически спортен клуб „Русе“. Личните му треньори са Радослав и Кръстина Атанасови.

## Спортна кариера
Джан Зарков е бронзов медалист от Европейското първенство по вдигане на тежести в София през 2024 г. още в дебюта си при мъжете. А също и европейски шампион за кадети през 2023 в Кишинев.
При дебюта си на световното първенство в Манама, Бахрейн през декември 2024 завършва седми с шест успешни опита.
На световното първенство за юноши и девойки в Лима през 2025 завършва на шесто място, като остава на един успешен опит от бронзов медал в двубоя.

## Спортни постижения
| Година                                                          | Място                                     | Категория (до)                            | С изхвърляне (кг)                         | С изхвърляне (кг)                         | С изхвърляне (кг)                         | С изхвърляне (кг)                         | С изтласкване (кг)                        | С изтласкване (кг)                        | С изтласкване (кг)                        | С изтласкване (кг)                        | Общо                                      | Място                                     |
| Година                                                          | Място                                     | Категория (до)                            | 1                                         | 2                                         | 3                                         | Място                                     | 1                                         | 2                                         | 3                                         | Място                                     | Общо                                      | Място                                     |
| Състезател на България                                          | Състезател на България                    | Състезател на България                    | Състезател на България                    | Състезател на България                    | Състезател на България                    | Състезател на България                    | Състезател на България                    | Състезател на България                    | Състезател на България                    | Състезател на България                    | Състезател на България                    | Състезател на България                    |
| Световно първенство по вдигане на тежести                       | Световно първенство по вдигане на тежести | Световно първенство по вдигане на тежести | Световно първенство по вдигане на тежести | Световно първенство по вдигане на тежести | Световно първенство по вдигане на тежести | Световно първенство по вдигане на тежести | Световно първенство по вдигане на тежести | Световно първенство по вдигане на тежести | Световно първенство по вдигане на тежести | Световно първенство по вдигане на тежести | Световно първенство по вдигане на тежести | Световно първенство по вдигане на тежести |
| --------------------------------------------------------------- | ----------------------------------------- | ----------------------------------------- | ----------------------------------------- | ----------------------------------------- | ----------------------------------------- | ----------------------------------------- | ----------------------------------------- | ----------------------------------------- | ----------------------------------------- | ----------------------------------------- | ----------------------------------------- | ----------------------------------------- |
| 2024                                                            | Манама, Бахрейн                           | 55 кг                                     | 95                                        | 100                                       | 104                                       | 9                                         | 130                                       | 137                                       | 140                                       | 8                                         | 244                                       | 7                                         |
| Европейско първенство по вдигане на тежести                     |                                           |                                           |                                           |                                           |                                           |                                           |                                           |                                           |                                           |                                           |                                           |                                           |
| 2024                                                            | София, България                           | 55 кг                                     | 95                                        | 99                                        | 102                                       | 8                                         | 123                                       | 129                                       | 133                                       | 2                                         | 235                                       | 1                                         |
| Световно първенство по вдигане на тежести за юноши и девойки    |                                           |                                           |                                           |                                           |                                           |                                           |                                           |                                           |                                           |                                           |                                           |                                           |
| 2024                                                            | Леон, Испания                             | 55 кг                                     | 95                                        | 100                                       | 101                                       | 17                                        | 125                                       | 129                                       | 133                                       | 6                                         | 224                                       | 11                                        |
| 2025                                                            | Лима, Перу                                | 55 кг                                     | 103                                       | 106                                       | 108                                       | 7                                         | 135                                       | 135                                       | 142                                       | 5                                         | 241                                       | 6                                         |
| Европейско първенство по вдигане на тежести за юноши и девойки  |                                           |                                           |                                           |                                           |                                           |                                           |                                           |                                           |                                           |                                           |                                           |                                           |
| 2024                                                            | Рашин, Полша                              | 55 кг                                     | 95                                        | 99                                        | 102                                       | 5                                         | 125                                       | 125                                       | 127                                       | 1                                         | 226                                       | 4                                         |
| Световно първенство по вдигане на тежести за кадети и кадетки   |                                           |                                           |                                           |                                           |                                           |                                           |                                           |                                           |                                           |                                           |                                           |                                           |
| 2022                                                            | Леон, Мексико                             | 55 кг                                     | 83                                        | 83                                        | 83                                        | -                                         | 105                                       | 105                                       | 107                                       | 12                                        | ---                                       | -                                         |
| Европейско първенство по вдигане на тежести за кадети и кадетки |                                           |                                           |                                           |                                           |                                           |                                           |                                           |                                           |                                           |                                           |                                           |                                           |
| 2023                                                            | Кишинев, Молдова                          | 49 кг                                     | 79                                        | 80                                        | 82                                        | 2                                         | 100                                       | 103                                       | 107                                       | 1                                         | 187                                       | 1                                         |